# Thessaliske slette
Den Thessaliske slette (græsk: Θεσσαλική πεδιάδα, Θεσσαλικός κάμπος) er hovedområdet  i den græske periferi Thessalien.
Sletten er dannet af Pineios-floden og dens bifloder og er omgivet af bjerge: Pindus-bjergkæden mod vest, der adskiller Thessalien fra Epirus; Othrys-bjerget og dets udløbere i syd, Pelion mod øst, Ossa og Olympen mod nordøst, med passet fra Tempe-dalen der fører til Makedonien samt  Chasia og Kamvounia-bjergene mod nord.
Sletten var yderst frugtbar, og indtil begyndelsen af det 20. århundrede et af Grækenlands vigtige landbrugsområder. Tilværelsen af sletten gjorde også Thessalien til et af de få områder i det antikke Grækenland, der kunne stille et stort antal kavaleri; det thessaliske kavaleri var en vigtig del i   Philip II og Alexander den Stores makedonske hær.

## Galleri
39°27′42″N 22°15′23″Ø / 39.461591°N 22.256255°Ø